# Frédéric de Diesbach Torny
Pour les articles homonymes, voir Diesbach.
Frideric François Victor Auguste, comte de Diesbach Torny, 4ème prince de Sainte-Agathe, bourgeois de Fribourg, né au château de Torny (Suisse) le 3 août 1741 et mort célibataire le 6 août 1815, est un général suisse de la Révolution française.

## États de service
Après avoir été page de l'électeur palatin à Mannheim en 1752, il passe au service de France où il est enseigne au régiment des Gardes suisses en 1757. Par la suite il est aide-major en 1762, colonel en 1771, capitaine aux Gardes suisses en 1783 puis brigadier en 1784, chevalier de Saint-Louis, et maréchal de camp le 9 mars 1788. Il est aussi Membre du Conseil des Deux-Cents à Fribourg depuis 1763.
Frédéric est fils de Jean de Diesbach Torny, 2ème prince de Sainte-Agathe, lieutenant-colonel au service d'Autriche, et d'Anne-Marie de Montenach.

## Généalogie
La famille Diesbach est d'origine suisse, du canton de Berne. À la Réforme, une partie de la famille demeura catholique et, devant quitter Berne, se réfugia à Fribourg. Les Diesbach ont fourni un grand nombre d'officiers au service étranger, notamment en Autriche, France, Pologne, Sardaigne, et Naples. En France le régiment suisse de Diesbach, créé en 1690, devint le 85e régiment d'infanterie de ligne.
Voir : 
- Nicolas de Diesbach (1430-1475),
- Ludwig von Diesbach (de) (1452-1527)
- Rodolphe de Diesbach (1734-1797),
- Louis de Diesbach de Belleroche (1893-1982),
- Roger de Diesbach (1944-2009),
- Ghislain de Diesbach de Belleroche (1931-)